# Đại hội Đảng Cộng sản Nga (Bolshevik) lần thứ VIII
Đại hội Đảng lần thứ 8 Đảng Cộng sản Nga (Bolsheviks) được tổ chức tại Moskva ngày 18 - 23/3/1919. Đại hội có sự tham dự của 301 đại biểu chính thức đại diện cho 313,766 đảng viên. Và 102 đại biểu dự khuyết tham dự với quyền phát biểu, nhưng không bỏ phiếu. Đại hội đã bầu ra Ban Chấp hành Trung ương Đảng khóa VIII.

## Tiến trình
Chương trình nghị sự của Đại hội gồm:
- Báo cáo của Trung ương Đảng khóa VII
- Cương lĩnh Đảng
- Thành lập Quốc tế Cộng sản
- Tình hình chiến tranh và chính sách chiến tranh
- Lao động ở nông thôn
- Vấn đề tổ chức
- Chương trình nghị sự khác

### 18/3
Những lời mở đầu của Vladimir Lenin được dành riêng cho Yakov Sverdlov, người đã qua đời vào ngày 16/3/1919. Ông cũng đã gửi Báo cáo Ban Chấp hành Trung ương Đảng. Mikhail Kalinin thay thế Sverdlov làm nguyên thủ quốc gia Liên Xô, một chức vụ ông giữ cho đến khi qua đời vào tháng 3/1946.

### 19/3

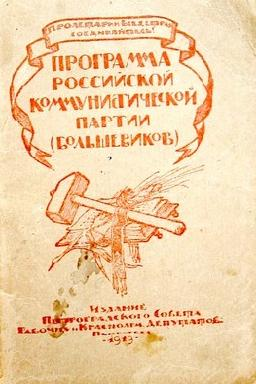
Cương lĩnh Đảng Cộng sản Nga (B), được phê chuẩn tại Đại hội

Báo cáo về Cương lĩnh Đảng giới thiệu các vấn đề chính trong ngày.
Đại hội đã thông qua một Cương lĩnh Đảng mới. Cương lĩnh này bao gồm một sự mô tả về chủ nghĩa tư bản và chủ nghĩa đế quốc, và so sánh hai hệ thống nhà nước - hệ thống dân chủ tư sản và hệ thống Xô Viết. Nó quy định các nhiệm vụ cụ thể của Đảng trong cuộc đấu tranh cho chủ nghĩa xã hội: hoàn thành việc tước đoạt tư sản; điều hành đời sống kinh tế của đất nước theo một kế hoạch xã hội chủ nghĩa duy nhất; sự tham gia của các công đoàn trong tổ chức nền kinh tế quốc dân; kỷ luật lao động xã hội chủ nghĩa; sử dụng các chuyên gia tư sản trong lĩnh vực kinh tế dưới sự kiểm soát của các cơ quan Xô Viết; dần dần và có hệ thống sự tham gia của trung nông trong công tác xây dựng xã hội chủ nghĩa.
Đại hội đã thông qua đề xuất của Lenin trong cương lĩnh bên cạnh định nghĩa chủ nghĩa đế quốc là giai đoạn cao nhất của chủ nghĩa tư bản, mô tả chủ nghĩa tư bản công nghiệp và sản xuất hàng hóa đơn giản có trong cương lĩnh cũ được thông qua tại Đại hội lần thứ 2 Đảng Lao động Dân chủ Xã hội Nga. Lenin cho rằng điều cần thiết là cương lĩnh cần tính đến sự phức tạp của hệ thống kinh tế và lưu ý sự tồn tại của các nền kinh tế đa dạng trong nước, bao gồm cả sản xuất nhỏ, đại diện là trung nông.
Tuy nhiên Nikolai Bukharin đề xuất rằng các điều khoản liên quan đến chủ nghĩa tư bản, sản xuất nhỏ, nền kinh tế của trung nông, nên bị loại khỏi cương lĩnh.
Bukharin và Georgy Pyatakov khác với Lenin về câu hỏi quốc gia. Bukharin và Pyatakov đã lập luận chống lại việc đưa vào cương lĩnh một điều khoản về quyền tự quyết của các quốc gia; tuyên bố rằng khẩu hiệu đó sẽ cản trở chiến thắng của cách mạng vô sản và liên minh vô sản của các quốc gia khác nhau. Sự phản đối của Lenin về quan điểm của Bukharin và Pyatakov đã được chấp nhận.
Sau khi Bộ Chính trị đầu tiên được thành lập vào tháng 10/1917, để quản lý Cách mạng, Bộ Chính trị đã được Đại hội Đảng bầu chọn và bổ nhiệm năm ủy viên chính thức (Vladimir Lenin, Joseph Stalin, Leon Trotsky, Lev Kamenev và Nikolay Krestinsky) và ba ủy viên dự khuyết (Grigory Zinoviev, Nikolai Bukharin và Mikhail Kalinin). Cục tổ chức Trung ương Đảng đầu tiên cũng được thiết lập. Stalin và Krestinsky cũng là ủy viên. Ba thành viên còn lại là Elena Stasova, Beloborodov, Serebryakov với ủy viên dự khuyết là Muranov.

### 22/3
Đại hội đã gửi lời chào đến Cộng hòa Xô viết Hungary:
"Đại hội lần thứ VI Đảng Cộng sản Nga gửi lời chào nồng nhiệt đến Cộng hòa Xô viết Hungary. Đại hội của chúng tôi tin rằng thời gian không còn xa khi chủ nghĩa cộng sản sẽ chiến thắng trên toàn thế giới. Giai cấp công nhân Nga đang nỗ lực hết mình để tiến lên, ủng hộ cho đồng chí. Giai cấp vô sản trên toàn thế giới đang theo dõi cuộc đấu tranh của đồng chí với sự quan tâm mạnh mẽ và sẽ không cho phép đế quốc ra tay chống lại Cộng hòa Xô viết mới."

## Quyết định của Đại hội

### Bầu cử trong Đại hội
Ban Chấp hành Trung ương Đảng gồm 19 ủy viên chính thức, 8 ủy viên dự khuyết.
Thông qua các Nghị quyết và Quyết định
- Báo cáo Ban Chấp hành Trung ương Đảng;
- Dự thảo Cương lĩnh;
- Vấn đề chiến tranh;
- Vấn đề tổ chức;
- Thái độ đối với trung nông;
- Tuyên truyền chính trị, giác ngộ và công tác giáo dục ở nông thôn;
- Công tác với vô sản nữ;
- Công tác với giới trẻ;
- Dấu Đảng và Xô Viết.